# ダルカイン・ゲーニョ
ダルカイン・ゲーニョ (Dharkayn Geenyo, Dharkayngeenyo, Darkeyn Genyo) はソマリアのスール地域にある町。ソマリランドが実効支配している。2003年以降、この町に住むデュルバハンテ氏族の異なる2支族がたびたび闘争している。

## 歴史
1920年代にダルカイン（Dharkayn）と名付けられた。
1999年7月、ダルカイン・ゲーニョにて、カヤード（qayaad）氏族の新しいガラード（族長）に、ガラード・アリ・ブラレ・ハッサン・ガバーウェイテ（Garaad Cali Buraale Xasan Gaba'aweyte）が就任した。
2003年、カヤード氏族は、同じデュルバハンテ氏族の支族であるバハラーサメ（bahararsame）氏族と、カートを巡って争いとなり、ウィドウィドとドゥマイの町で死者が出たことをきっかけに、両氏族は戦闘状態となった。
2010年10月、ダルカイン・ゲーニョにて、カヤード族長のガラード・アリ・ブラレが氏族会議を開催し、ソマリランドとの関係などについて話し合われた。
2014年、ダルカイン・ゲーニョにて、チャツモ国の軍がカヤード氏族の民兵を殺害した事件がきっかけで、氏族の争いが再燃した。争いがこじれたのは、ディアスポラ（国外避難民）が扇動し、物資などを支援したためとも言われている。また、この事件を政治的に利用しようとしたプントランド政府の介入が事態を悪化させたともいわれている。2015年8月、氏族間の和解協議で予備合意が成立した
2016年4月、ダルカイン・ゲーニョで氏族間の闘争が再び起こり、10人が死亡した。この闘争に、ソマリランド政府の意向を受けたスール州政府が介入。原因は、6か月前の示談がこじれて15人が重傷を負った事件だった。6月にも氏族間の闘争が起こり、20人以上が死亡した。ソマリランド政府は軍を派遣した。この事件のため、ダルカイン・ゲーニョの住民のほとんどがラス・アノドに避難した。
2016年11月、近隣のラス・アノドで両氏族の紛争により1名が負傷したが、ダルカイン・ゲーニョの町は平和を保った。
2017年4月、ダルカイン・ゲーニョにソマリランド政府の代表団が訪問し、カヤード族長のガラード・アリ・ブラレなどと会談した。
2018年2月、カヤード族長のガラード・アリ・ブラレがラス・アノドで死去。
2020年3月、ガラード・ムフター・ガラード・アリ・ブラレ（Garaad Mukhtaar Garaad Cali Buraale）がダルカイン・ゲーニョにてカヤード氏族の新しいガラードの就任式を行った。これに合わせてソマリランドの情報文化長官がダルカイン・ゲーニョを訪れ、50万ドルをかけた井戸の起工式が行われた。ただしこの就任式に参加したダルバハンテ氏族長老の一人ガラード・ジャマ・ガラード・アリは、ダルカイン・ゲーニョはプントランドやソマリランドの一部ではない、と述べている。また、就任式にはプントランド支配地域に住む長老も出席した。プントランド政府の役員も出席を試みたが、ソマリランド政府から拒絶された。